# Nicolae Herlea
Nicolae Herlea né le 28 août 1927 à Bucarest et mort le 24 février 2014 à Francfort-sur-le-Main est un baryton roumain.
Il est particulièrement réputé pour son incarnation de Figaro du Barbier de Séville, qu'il a interprété à plus de cinq cents reprises, et pour ses interprétations du répertoire verdien.

## Biographie
Il est formé au conservatoire de Bucarest, puis à l'académie Sainte-Cécile de Rome. Il fait ses débuts le 14 avril 1950 à l'Opéra national de Bucarest dans Paillasse. 
Il mène une carrière internationale, se produisant au Bolchoï, à Covent Garden, à La Scala, au Met dont il fut membre de 1964 à 1967, et dans les principales capitales européennes. 
Il a interprété cinq cent cinquante fois le rôle de Figaro du Barbier de Séville, mais excellait dans les rôles verdiens dans lesquels son timbre sombre faisait merveille.
En 1962, il reçoit le titre d'Artiste du Peuple de la Roumanie.
Les autorités roumaines réduisent drastiquement ses apparitions en Occident après que sa femme Simona, une gynécologue qu'il a épousée en 1969, demandé l'asile politique en Allemagne en 1983. Il termine sa carrière comme enseignant au conservatoire de Bucarest, et président du jury du concours lyrique Haricléa Darclée. Après la chute du communisme, il peut rejoindre sa femme et ses deux fils à Francfort. 